# بیگانه (ترانه بریتنی اسپیرز)
«بیگانه» ترانه‌ای از بریتنی اسپیرز است که در ۲۰۱۴ منتشر شد. این ترانه در آلبوم بریتنی جین قرار داشت.